# Trimlini
Trimlini este o localitate din comuna Lendava, Slovenia, cu o populație de 330 de locuitori.